# Kupciîci, Sosnîțea
Kupciîci (în ucraineană Купчичі) este un sat în comuna Zmitniv din raionul Sosnîțea, regiunea Cernihiv, Ucraina.

## Demografie
Componența lingvistică a localității Kupciîci
     Ucraineană (97,8%)
     Rusă (2,2%)
Conform recensământului din 2001, majoritatea populației localității Kupciîci era vorbitoare de ucraineană (97,8%), existând în minoritate și vorbitori de rusă (2,2%).